# Saint-Philbert-de-Grand-Lieu
Saint-Philbert-de-Grand-Lieu – miejscowość i gmina we Francji, w regionie Kraj Loary, w departamencie Loara Atlantycka.
Według danych na rok 2010 gminę zamieszkiwało 8061 osób, a gęstość zaludnienia wynosiła 137 osób/km².